# Tonton Semakala
Tonton Semakala (ur. 5 kwietnia 1975 w Kinshasie) – szwedzki bokser, brązowy medalista mistrzostw świata w Budapeszcie.

## Kariera amatorska
W 1997 roku zdobył brązowy medal podczas mistrzostw świata w Budapeszcie. W półfinale pokonał go na punkty (10:5) Paata Gwasalija, który zdobył srebrny medal.

## Kariera zawodowa
Jako zawodowiec zadebiutował w 1998 roku. Na zawodowym ringu stoczył 18 walk, z których 17 wygrał i 1 przegrał. Nie odniósł żadnych sukcesów, kończąc karierę w 2008 roku.